# Cajamarca (animal)
Cajamarca es un género de arácnido  del orden Opiliones de la familia Gonyleptidae.

## Especies
Las especies de este género son:
- Cajamarca affinis
- Cajamarca bambamarca
- Cajamarca triseriata
- Cajamarca uniseriata
- Cajamarca weyrauchi